# Albrecht Biedl
Albrecht Biedl (* 29. März 1938 in Prag; † 16. Dezember 2023) war ein österreichischer Informatiker.
Albrecht Biedl, Sohn des Klassischen Philologen Artur Biedl (1904–1950) und von Ingeborg geborene Tschermak-Seysenegg (1912–1970), studierte an der Universität Wien, wo er 1963 in Mineralogie promoviert wurde. Er war von 1963 bis 1965 Research Fellow an der Harvard University, von 1965 bis 1971 wissenschaftlicher Assistent am Lehrstuhl für Kristallographie der Universität Bochum.
1971 wurde er Akademischer Rat an der Technischen Universität Berlin und engagierte sich bei der Standardisierung der Programmiersprache Pascal. Von 1980 bis zu seinem Ruhestand am 31. März 2003 lehrte er dort als Professor am Institut für Softwaretechnik und Theoretische Informatik.
Biedl zweifelte im Jahr 2013 daran, ob programmierte Algorithmen zur Steigerung von Intelligenz von Individuen oder in der wissenschaftlichen Ausbildung zum klareren Denken und Verstehen der Dinge beitragen können:

Führt das Erfolgserlebnis "Das Programm läuft" zu einem besseren Verständnis der Problems?

Also ganz technisch gefragt, sind eigentlich die Beschränkungen des Algorithmus überprüft worden?

Ist die Problemadäquatheit der notwendigen Abstraktionen bedacht worden?

Führt das Programmieren eines Problems dazu, daß das Problem klarer dargelegt werden kann?

Diesbezüglich habe ich allerdings meine Zweifel!

Biedl war zusammen mit seinen drei Schwestern Veronika, Elisabeth und Annemarie von 1954 bis 1985 Kommanditist der Mühlendorfer Kreidefabrik in Müllendorf im österreichischen Burgenland. Er hatte zwei Söhne sowie eine Tochter und wurde in Steinbach am Attersee bestattet.

## Werke
- Einführung in die Datenverarbeitung. Technische Universität Berlin, 1981.
- Mit Klaus Däßler und Manfred Sommer: PASCAL – Einführung in die Sprache Norm-Entwurf DIN 66256 Erläuterungen, September 1983, ISBN 978-3-540-12835-9